# Warszawianka 1831 roku

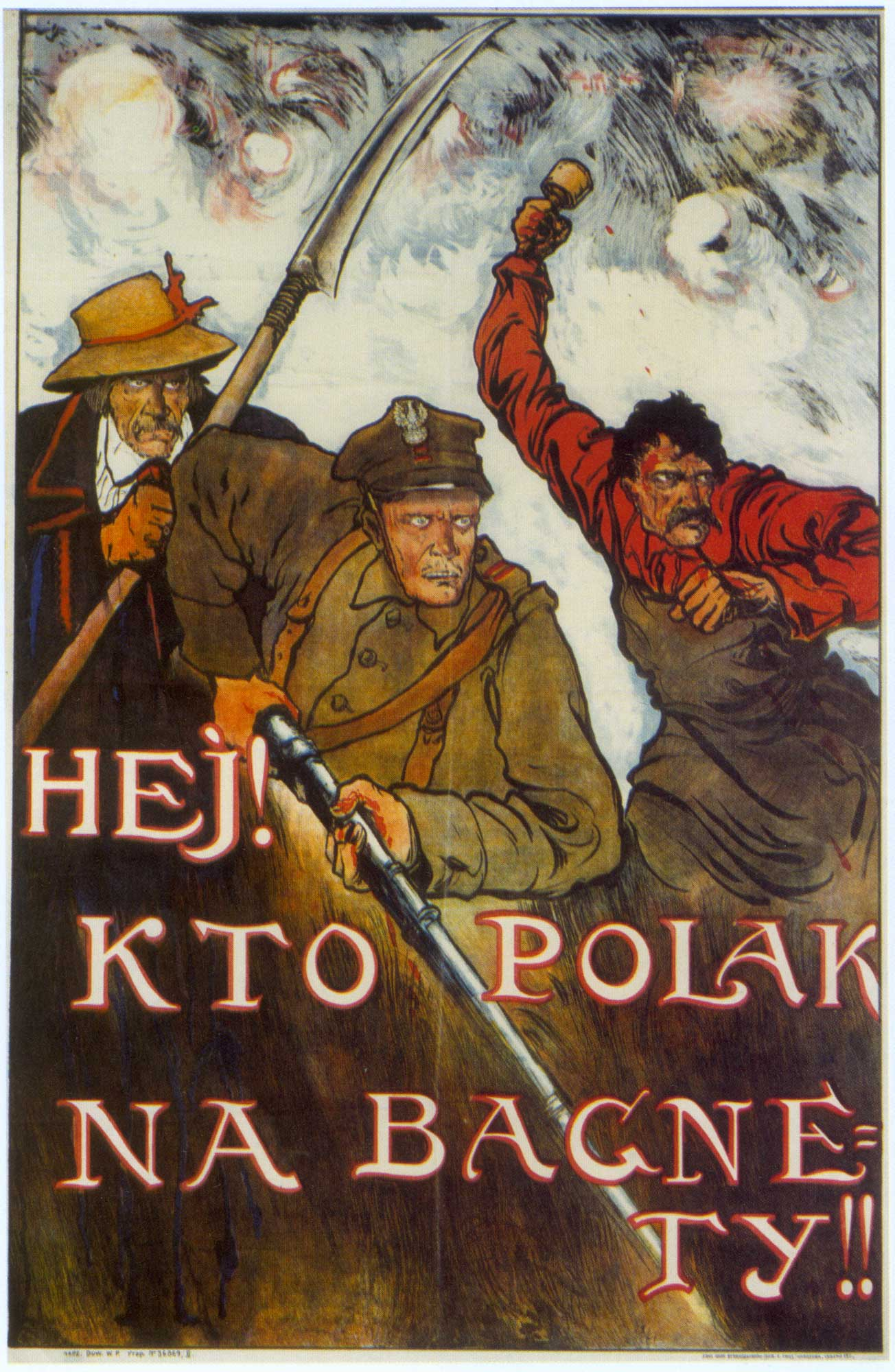
Refren na plakacie Hej! Kto Polak na bagnety!! z okresu wojny polsko-bolszewickiej

Warszawianka 1831 roku (fr. La Varsovienne) – polska pieśń patriotyczna, hymniczna, zaczynająca się od słów Il est levé voici le jour sanglant....

## Historia pieśni
Pieśń została napisana w języku francuskim przez narodowego poetę Francji Casimira François Delavigne’a pod wpływem wydarzeń powstania listopadowego. Zawiera pewne nawiązania stylistyczne do Marsylianki np. Do broni, bracia dziś! (w Warszawiance: Polonais, à la baïonnette), Bo nadszedł chwały naszej dzień! (w Warszawiance: Oto dziś dzień krwi i chwały). Autorem najbardziej znanego polskiego przekładu był poeta i historyk Karol Sienkiewicz, brat dziadka Henryka Sienkiewicza. Muzykę skomponował Karol Kurpiński. Tekst został opublikowany w marcu 1831 roku w warszawskim czasopiśmie „Polak Sumienny”. Prapremiera pieśni miała miejsce 5 kwietnia 1831 roku w Teatrze Narodowym w wolnej od Rosjan Warszawie, orkiestrą dyrygował sam kompozytor. Pieśń od początku cieszyła się wielką popularnością. Upamiętnił ją Stanisław Wyspiański w dramacie Warszawianka. Po odzyskaniu niepodległości w 1918 roku była jedną z kandydatek do miana hymnu państwowego. W okresie międzywojennym takty Warszawianki stały się sygnałem programu drugiego Polskiego Radia. Stała się najważniejszą pieśnią Powstania warszawskiego. W 60. rocznicę jego wybuchu utwór został zarejestrowany przez zespół Dzieci z Brodą na płycie Czuwaj wiaro!. Obecnie towarzyszy uroczystościom wojskowym, gdzie podczas defilad odgrywana jest przez Orkiestry Reprezentacyjne Wojska Polskiego.

## Ukryte znaczenia poszczególnych zwrotek
Pierwsza zwrotka pieśni nawiązuje do francuskiej rewolucji lipcowej (tęcza jest tu symbolem trójkolorowej flagi rewolucyjnej wówczas Francji) i wspólnoty walki o swobodę ludów Europy.
Druga zwrotka nawiązuje do kampanii bałkańskiej Rosji w 1829, którą z powstaniem listopadowym łączyła osoba dowódcy wojsk rosyjskich obu kampanii – Iwana Dybicza Zabałkańskiego. Nawiązuje też do faktu, że w armii Imperium Rosyjskiego służyły oddziały kozackie, znane z barbarzyństwa i mściwości.
W zwrotce trzeciej widać nawiązanie do pamiętnych zwycięskich wypraw Polaków - na Moskwę na początku XVII wieku oraz razem z wojskami napoleońskimi do Włoch i Egiptu.
W czwartej zwrotce słychać wyraźne przypomnienie rzezi Pragi, przeprowadzonej przez wojska rosyjskie w listopadzie 1794 roku, w kontekście propagandy carskiej z 1830 mówiącej o miłosierdziu władz rosyjskich.
Piąta zawiera aluzję do częstego w XIX wieku zwyczaju polskiego, gdy kobiety dawały pierścień swym mężczyznom z błogosławieństwem, gdy ci szli na bój podczas powstań, ślubując zwycięstwo lub śmierć.
W szóstej następuje wyliczenie zaledwie kilku spośród wielu bitew, w których Polacy brali udział pod zwierzchnictwem Napoleona Bonapartego, jak również wyrzut wobec narodu francuskiego, który za polską wierność sprzed zaledwie kilkunastu lat nie odwdzięczył się zbrojnym ani nawet stricte politycznym wsparciem powstańców listopadowych.
Siódma upamiętnia wszystkich poległych za Polskę poza jej granicami, wyraża też determinację powstańczą, aby nawet przegrana walka z potęgą cara nie pozostała daremną.
Ósma zwrotka po prostu zagrzewa do walki zbrojnej z nieprzyjacielem.